# Ida Ou Kazzou
Ida Ou Kazzou  (in arabo ايدا وكازو‎?) è un centro abitato e comune rurale del Marocco situato nella provincia di Essaouira, regione di Marrakech-Safi. Conta una popolazione di 5 182 abitanti (censimento 2014).